# Natação artística no Campeonato Mundial de Esportes Aquáticos de 2022 - Rotina livre dueto misto
A prova da rotina livre dueto misto é um dos eventos da natação artística do Campeonato Mundial de Esportes Aquáticos de 2022 foi realizada nos dias 24 e 25 de junho, em Budapeste, na Hungria.

## Medalhistas
| Ouro                                          | Prata                             | Bronze                          |
| Itália · Giorgio Minisini · Lucrezia Ruggiero | Japão · Tomoka Sato · Yotaro Sato | China · Shi Haoyu · Zhang Yiyao |

## Cronograma
Todos os horários são locais (UTC+2). 
| Data        | Hora  | Evento        |
| ----------- | ----- | ------------- |
| 24 de junho | 10:00 | Eliminatórias |
| 25 de junho | 13:30 | Final         |

## Resultados
| Pos.              | Nacionalidade  | Nadadores                                | Eliminatória | Eliminatória | Final   | Final |
| Pos.              | Nacionalidade  | Nadadores                                | Pontos       | Pos.         | Pontos  | Pos.  |
| ----------------- | -------------- | ---------------------------------------- | ------------ | ------------ | ------- | ----- |
| Medalha de ouro   | Itália         | Giorgio Minisini Lucrezia Ruggiero       | 90.5000      | 1            | 90.9667 | 1     |
| Medalha de prata  | Japão          | Tomoka Sato Yotaro Sato                  | 88.9000      | 2            | 89.7333 | 2     |
| Medalha de bronze | China          | Shi Haoyu Zhang Yiyao                    | 87.8333      | 3            | 88.4000 | 3     |
| 4                 | Espanha        | Emma García Pau Ribes                    | 86.1667      | 4            | 87.1333 | 4     |
| 5                 | Estados Unidos | Claudia Coletti Kenneth Gaudet           | 83.6000      | 5            | 85.2000 | 5     |
| 6                 | Colômbia       | Jennifer Cerquera Gustavo Sánchez        | 81.4667      | 6            | 83.0667 | 6     |
| 7                 | Cazaquistão    | Eduard Kim Zhaklin Yakimova              | 80.3000      | 7            | 82.3000 | 7     |
| 8                 | Brasil         | Fabiano Ferreira Gabriela Regly          | 77.2333      | 8            | 78.7667 | 8     |
| 9                 | Eslováquia     | Jozef Solymosy Silvia Solymosyová        | 73.8333      | 9            | 75.1000 | 9     |
| 10                | Tailândia      | Kantinan Adisaisiributr Voranan Toomchay | 67.4333      | 10           | 68.1333 | 10    |
| 11                | Porto Rico     | Javier Ruisanchez Nicolle Torrens        | 66.4000      | 11           | 65.7000 | 11    |
| 12                | Cuba           | Andy Avila Carelys Valdes                | 64.5333      | 12           | 64.6333 | 12    |
| 13                | África do Sul  | Laura Strugnell Ayrton Sweeney           | 63.6000      | 13           |         |       |